# Tyrannochthonius bispinosus
Tyrannochthonius bispinosus är en spindeldjursart som först beskrevs av Beier 1974.  Tyrannochthonius bispinosus ingår i släktet Tyrannochthonius och familjen käkklokrypare. Inga underarter finns listade i Catalogue of Life.